# 克洛东
克洛东（法語：Claudon，法語發音：[klodɔ̃] ⓘ）是法国大東部大區孚日省的一个市镇，属于埃皮纳勒区。

## 地理
克洛东（48°1'58"N, 6°2'8"E）面积21.72 平方千米，位于法国大東部大區孚日省，该省份为法国东北部内陆省份，北起默兹省和默尔特-摩泽尔省，西接上马恩省，南至上索恩省和贝尔福地区省，东临上莱茵省和下莱茵省。
与克洛东接壤的市镇（或旧市镇、城区）包括：马丹韦勒、索恩河畔蒙蒂勒、帕萨旺-拉罗谢尔、阿蒂尼、埃讷泽勒。

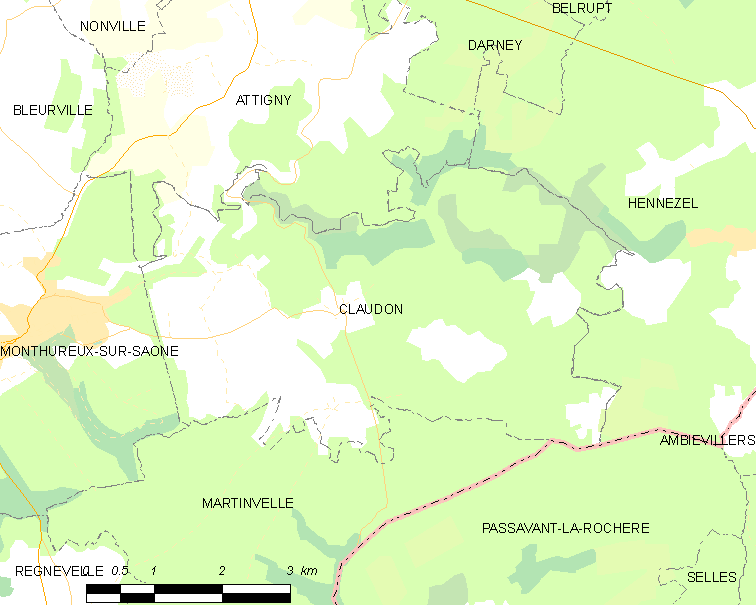
克洛东的OSM定位图

克洛东的时区为UTC+01:00、UTC+02:00（夏令时）。

## 行政
克洛东的邮政编码为88410，INSEE市镇编码为88105。

## 政治
克洛东所属的省级选区为达尔内县。

## 人口

1962-2008年间克洛东人口变化图示

克洛东于2022年1月1日时的人口数量为216人。